# Abyssopathes lyriformis
Abyssopathes lyriformis är en korallart som beskrevs av Opresko 2002. Abyssopathes lyriformis ingår i släktet Abyssopathes och familjen Schizopathidae. Inga underarter finns listade i Catalogue of Life.